# Лойткирх-им-Алльгой
Лойткирх-им-Алльгой (нем. Leutkirch im Allgäu) — город в Германии, в земле Баден-Вюртемберг.
Подчинён административному округу Тюбинген. Входит в состав района Равенсбург. Население составляет 21 902 человека (на 31 декабря 2010 года). Занимает площадь 174,95 км². Официальный код — 08 4 36 055.
Город подразделяется на 8 городских районов.

## Города-побратимы
- Бедарье, Франция (1982)
- Эрепьян, Франция (1982)
- Ламалу-ле-Бен, Франция (1982)
- Кастильоне-делле-Стивьере, Италия (1995)

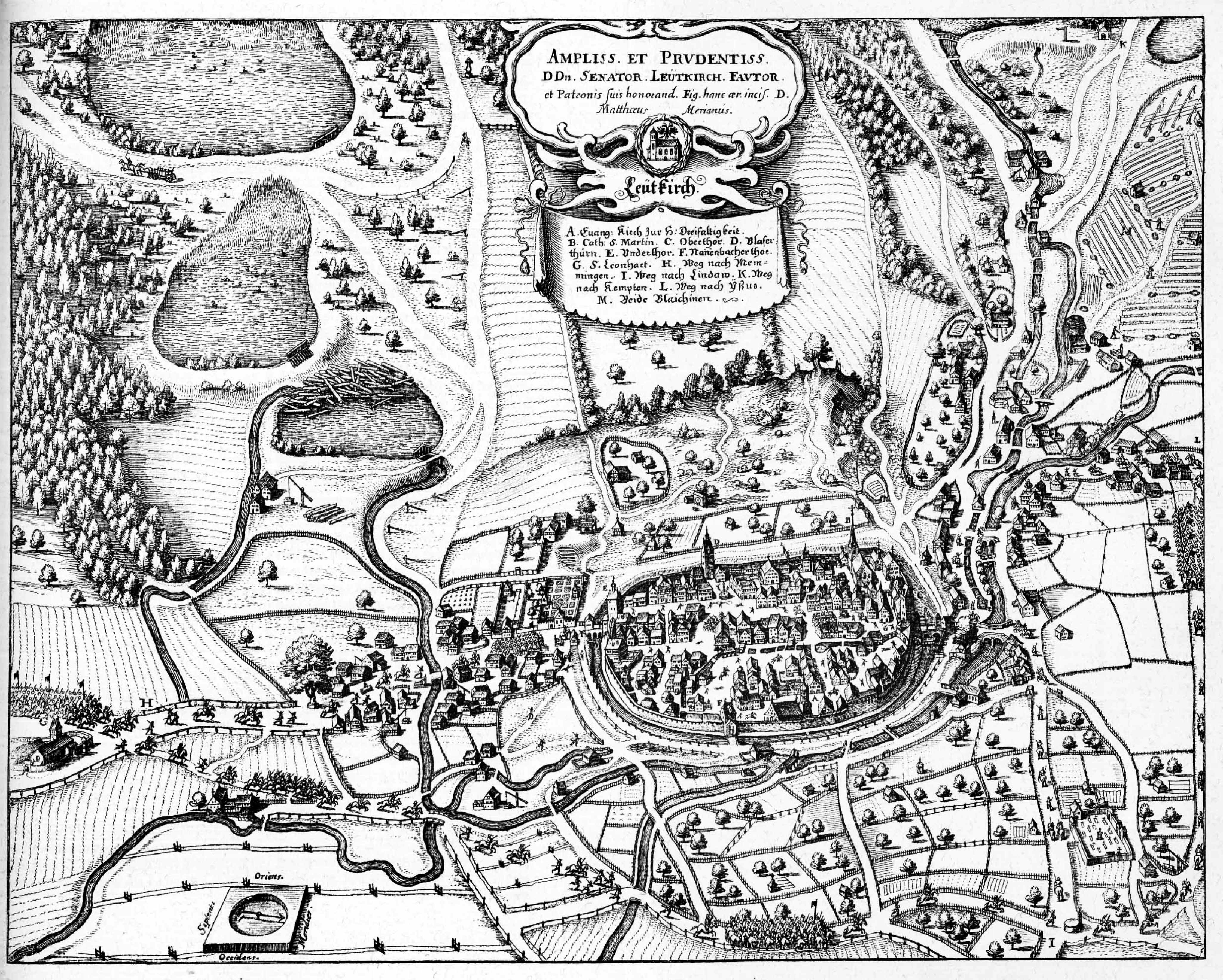
Лойткирх (Альгой)